# モンテネグロ・ペルペル
ペルペル (セルビア語キリル・アルファベット: Перпер; 複数形：перпери) はモンテネグロ公国およびモンテネグロ王国において1906年から1918年まで使用されていた通貨である。名称はビザンツ帝国が発行したヒュペルピュロンに由来し、補助単位はパラ（1ペルペル＝100パラ）であった。
20世紀末にモンテネグロでは再びペルペルを発行しようという動きがあったが、非公式にドイツマルクを採用し、その後ユーロに移行した。

## 硬貨

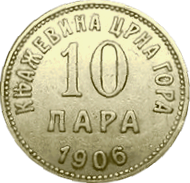
10パラ硬貨 (1906年)

1906年に1パラ青銅貨および2パラ青銅貨、10パラ ニッケル貨および20パラ ニッケル貨が発行された。いずれもウィーンで造幣された。1909年には1ペルペル銀貨と5ペルペル銀貨、1910年には2ペルペル銀貨が発行された。1910年には10ペルペル金貨および20ペルペル金貨の他、ごく限られた数の100ペルペル金貨も発行された。青銅貨、ニッケル貨および銀貨は、1914年まで数次に渡って発行された。
1909年の銀貨の発行に際し、金貨の鋳造も合わせて行うことが計画されていたが、オーストリア＝ハンガリー帝国との関係が緊張しつつあったことから、金貨の発行は銀貨の1年遅れとなった。
1910年に、モンテネグロは2回に渡って10、20、100ペルペル金貨を発行したが、第一次発行分にはモンテネグロ公国、第二次発行分にはモンテネグロ王国と打刻されていた。これは、憲法改正によって1910年8月28日にニコラ1世がモンテネグロ公からモンテネグロ王となったためである。なお、第二次発行分はニコラ1世の在位50年記念も兼ねていた。歴史的な経緯もあって、これらはモンテネグロの歴史において唯一発行された金貨となった。
こんにち、100ペルペル金貨はモンテネグロの硬貨において最上のものとされている。現存する100ペルペル金貨の総数は不明であるが、多くの貨幣学者はエルミタージュ美術館やアメリカ貨幣協会、大英博物館などに収蔵されているものを含め150点程度であるとしている。モンテネグロ国内では数点が個人蔵となっているとみられているほか、2点がモンテネグロ中央銀行のコレクションとして展示されている。オークションに出品されることもあり、状態によって2万から3.5万ユーロで落札されている。

## 紙幣
1912年、大蔵省が1、2、5、10、50、100ペルペル紙幣を発行した。1914年には政府が3次に渡って1、2、5、10、20、50、100ペルペル紙幣を発行している。同年勃発した第一次世界大戦によりモンテネグロはオーストリアに占領されたため、2次・3次発行分の紙幣には軍政府管区司令部による加刷が行われた。1917年にはオーストリア軍がペルペル紙幣とペルペル硬貨およびオーストリア・クローネの可換証券を発行したが、その交換レートは2ペルペル紙幣＝1ペルペル硬貨＝1クローネであった。